# Jugoslavien i olympiska sommarspelen 1964
Jugoslavien deltog med 75 deltagare vid de olympiska sommarspelen 1964 i Tokyo. Totalt vann de två guldmedaljer, en silvermedalj och två bronsmedaljer.

## Medaljer

### Guld
- Branislav Simić - Brottning, mellanvikt.
- Miroslav Cerar - Gymnastik, bygelhäst.

### Silver
- Ozren Bonačić, Zoran Janković, Milan Muškatirović, Ante Nardelli, Frane Nonković, Vinko Rosić, Mirko Sandić, Zlatko Šimenc, Božidar Stanišić, Karlo Stipanić och Ivo Trumbić - Vattenpolo.

### Brons
- Branislav Martinovic - Brottning, fjädervikt.
- Miroslav Cerar - Gymnastik, räck.